# Premio Europeo Amalfi de Sociología y Ciencias Sociales

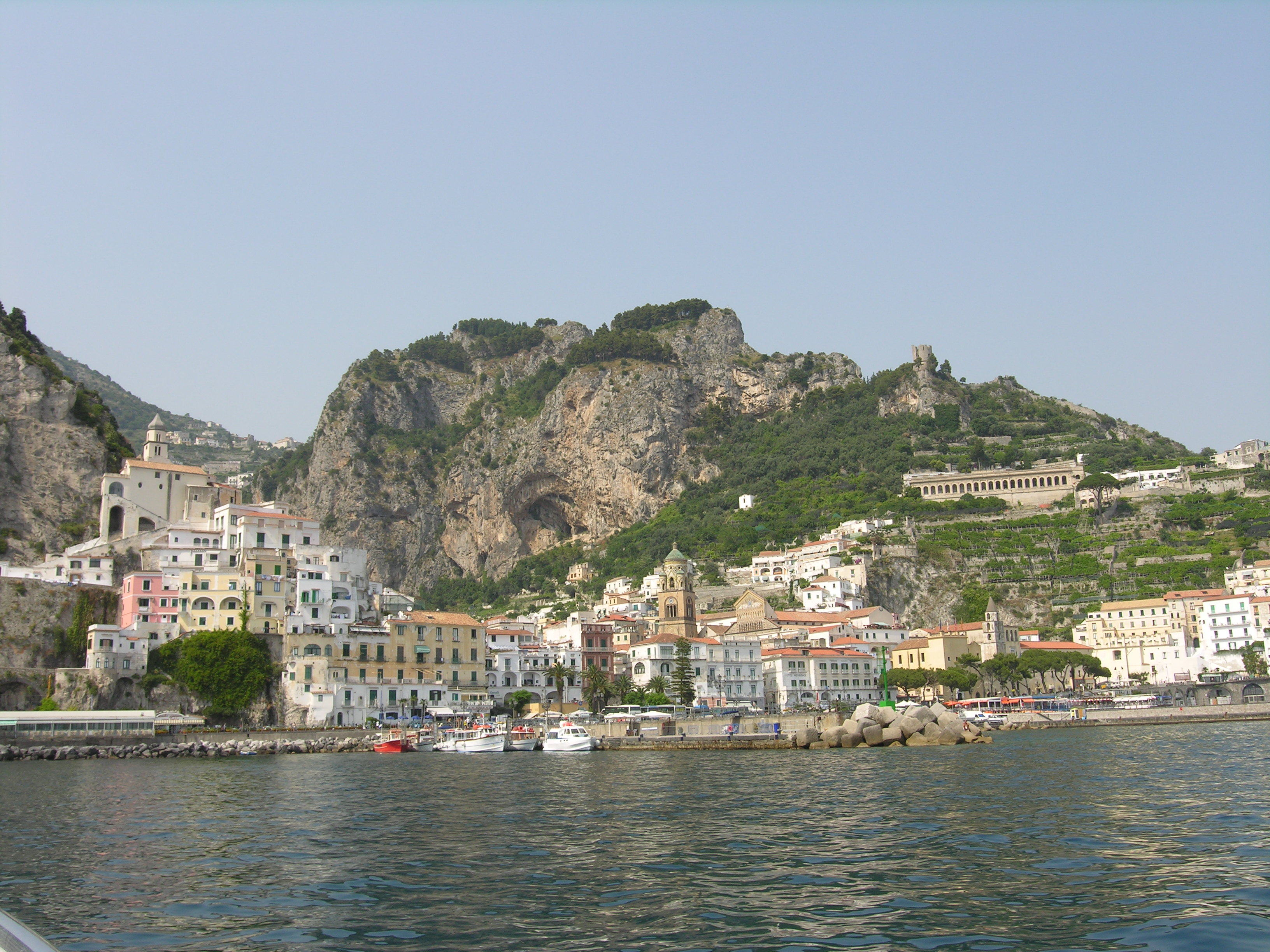
Fotografía de Amalfi.

El Premio Europeo Amalfi de sociología y ciencias sociales (Premio Europeo Amalfi per La Sociología e le Scienze Sociali) es un prestigioso reconocimiento que entrega anualmente la Asociación Italiana de Sociología.
El premio fue creado en 1987 por iniciativa de la sección de Teoría Sociológica de la asociación y es entregado al autor de un libro o un artículo, publicado durante los dos años anteriores, que haya hecho una aportación notable en el ámbito de la sociología. 

## La ceremonia
La ceremonia de entrega de los premios tiene lugar anualmente en la ciudad italiana de Amalfi, de la provincia de Salerno, en la región de la campania, a pesar de que la oficina de los premios se encuentre en el departamento de estudios políticos de la universidad de La Sapienza en Roma.
La ceremonia viene acompañada de una serie de conferencias internacionales de sociología en la misma ciudad. Desde su implantación en 1987 ha sido suspendida tres veces, en 1992, 1993 y 1996, al declararse desierto el premio.

## Premio y jurado
El premio consiste en una reproducción en oro de un tari amalfitano (una antigua moneda usada en el sur de Italia) y la suma de cinco mil euros.
Desde 1999 se otorgan varios premios en diferentes categorías, además de un premio especial bianual que toma el nombre el primer galardonado Norbert Elias, muerto tres años después de que le fuera entregado el premio. 
El jurado está compuesto por varios sociólogos de reconocido prestigio Carlo Mongardini actual presidente, Margaret Archer, Allessandro Cavalli, Salvador Giner, Joachim Israel, Michel Maffesoli, Birgitta Nedelmann, Helga Nowotny e Piotr Sztompka. Anteriormente fueron miembros de este Anthony Giddens, Peter Gerlich y Friedrich H. Tenbruck.
La financiación del premio corresponde a la Asociación Italiana de Sociología, aunque durante estos años varias entidades han colaborado con su financiación, tales como Alitalia, Intel, Ericsson, el Istituto Europeo di Firenze o el Institut für Sozialforschung de Amburgo.

## Lista de premiados
- 1987 - Norbert Elias, por Die Gesellschaft der Individuen
- 1988 - Serge Moscovici, por La machine à faire des dieux
- 1989 - Zygmunt Bauman, por Modernity and the Holocaust
  - Premio especial "Bulzoni Editore": Michel Wieviorka, por Société et terrorisme
- 1990 - M. Rainer Lepsius y Wolfgang J. Mommsen, editores de Max Weber. Briefe 1906-1908
  - Premio especial "Bulzoni Editore": Nicole Lapierre, por Le silence de la mémoire
- 1991 - Louis Dumont, L'ideologie allemande
  - Premio especial "Bulzoni Editore": Philippe Sarasin, por Die Stadt der Bürger
- 1992 - Desierto
  - Premio especial del jurado: Carlo Triglia por Sviluppo senza autonomía
- 1993 - Desierto
- 1994 - Charles Tilly, por European Revolutions (1942-1992)
  - Premio especial del jurado: Christoph Braun, editor de Max Weber. Musiksoziologie
- 1995 - ex aequo entre:
  - Raymond Boudon, Le juste et le vrai
  - François Furet, Le passé d'une illusion
  - Peter-Ulrich Merz-Benz, Tiefsinn und Scharfsinn: Ferdinand Tönnies' begriffliche Konstitution der Sozialwelt
- 1996 - Desierto
- 1997 - ex aequo entre:
  - Niklas Luhmann, Die Gesellschaft der Gesellschaft (Sección "sociología clásica y contemporánea")
  - Martin Albrow, The Global Age (Sección "nuevas perspectivas sociológicas")
- 1998 - ex aequo entre:
  - Alain Touraine, por Comment sortire du liberalisme (Sección "sociología clásica y contemporánea")
  - Richard Sennett, por The Corrosion the Character (Sección "nuevas perspectivas sociológicas")
  - Premio especial de estudios políticos "Luigi Sturzo": Serge Latouche
- 1999 -
  - Premio Amalfi "Norbert Elias": David Lepoutre, por Cœur de banlieue: codes, rites et langages
- 2000 - Desierto
- 2001 - John B. Thompson, por Political Scandal
  - Premio especial de estudios políticos "Luigi Sturzo": Michael Th. Greven, Die politische Gesellschaft
  - Premio Amalfi "Norbert Elias": Wilbert Van Vree, Meetings, Manners and Civilization: The Development of Modern Meeting Behaviour.
- 2002 -Desierto
- 2003 - 
  - Premio Amalfi "Norbert Elias": Nikola Tietze, por Islamische Identitäten: Formen muslimischer Religiosität junger Männer in Deutschland und Frankreich
- 2004 -Desierto
- 2005 -
- Suzanne Keller por Community : Pursuing the Dream, Living the Reality
- 2006 -
- Sergio Fabbrini por America and its critics